# Gerbershausen

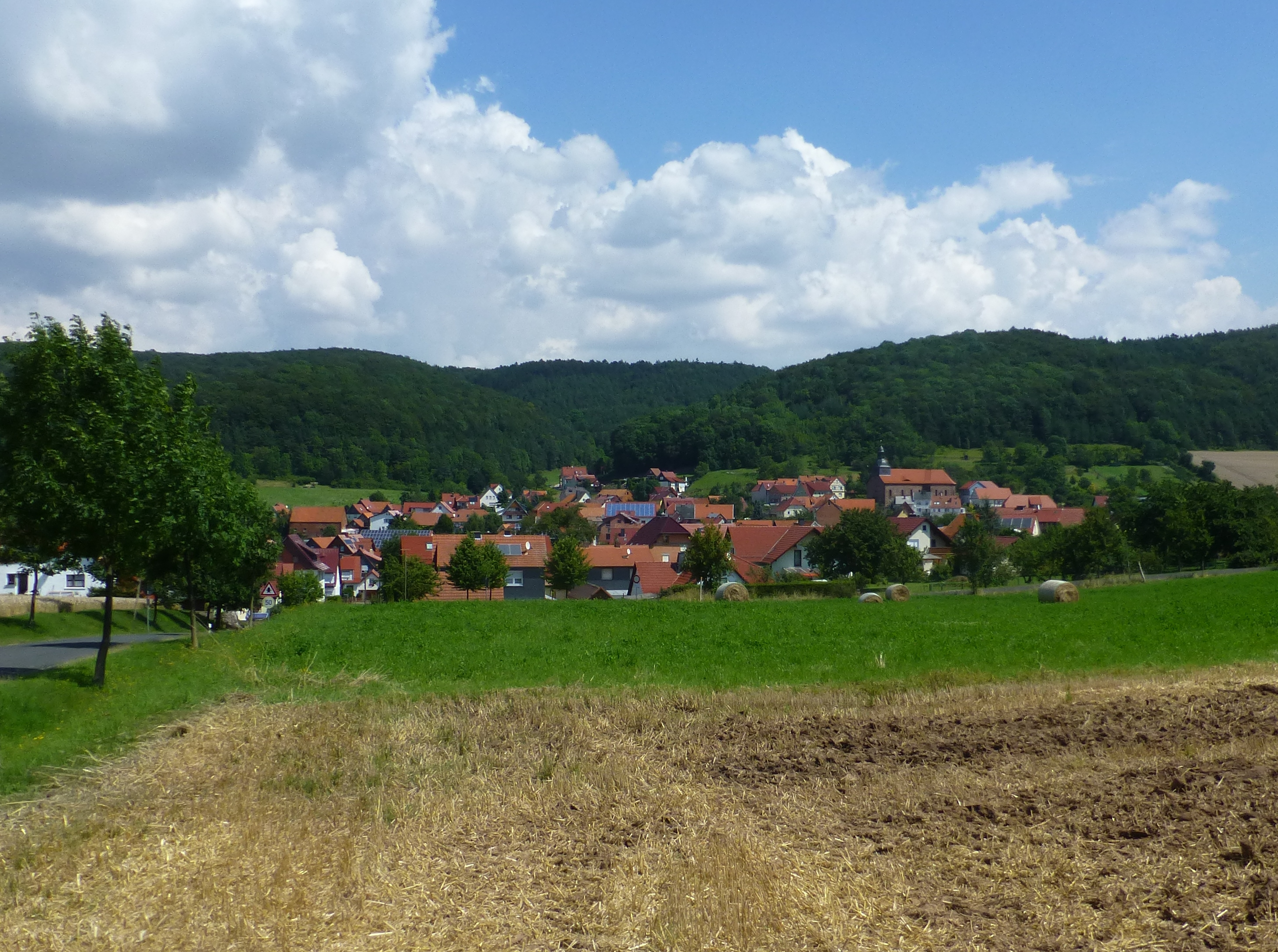
Blick über Gerbershausen

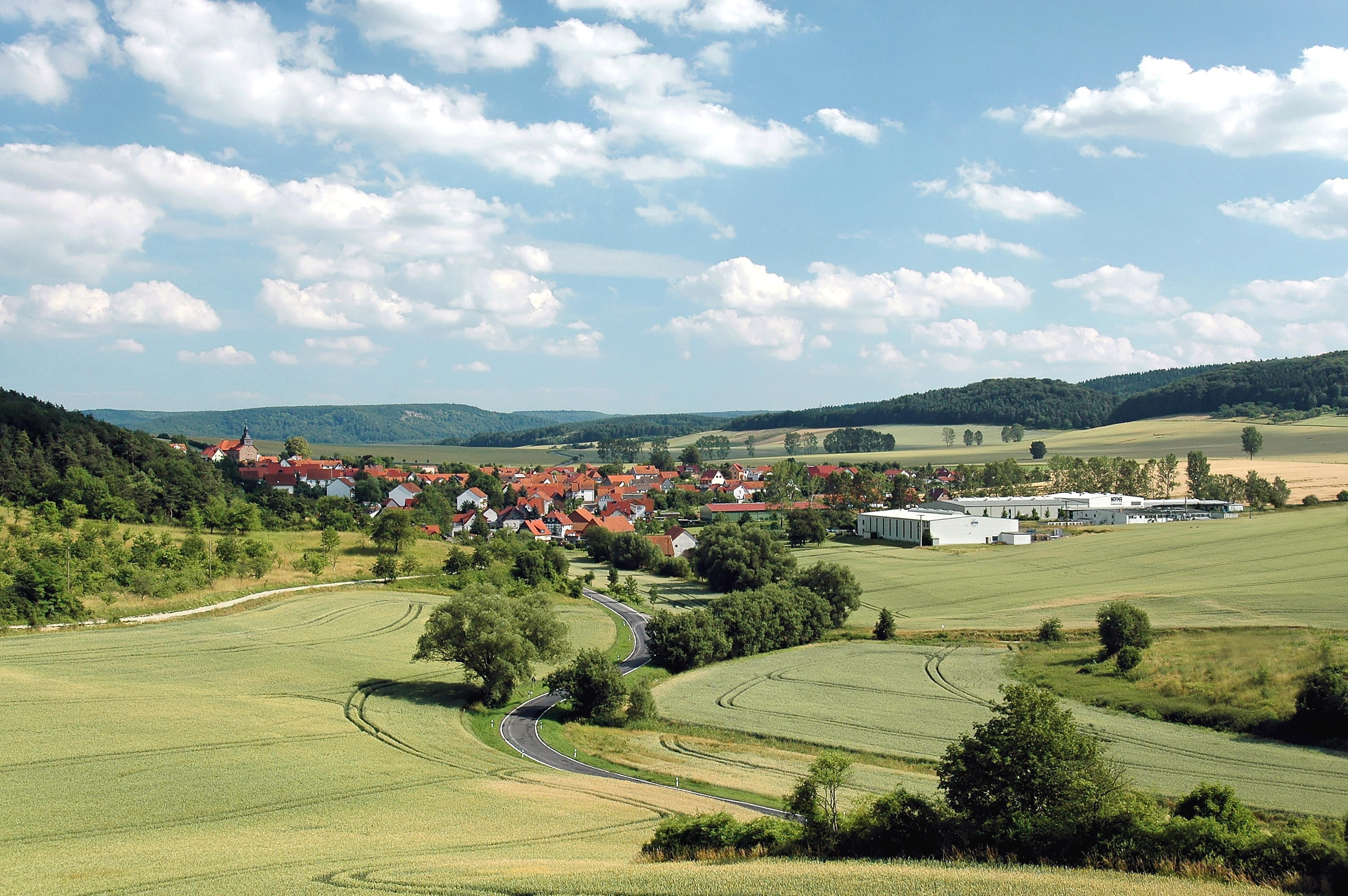
Dorfansicht von Gerbershausen im Eichsfeld

Gerbershausen ist eine Gemeinde im thüringischen Landkreis Eichsfeld. Sie gehört zur Verwaltungsgemeinschaft Hanstein-Rusteberg. Zur Gemeinde gehört der Ortsteil Rothenbach.

## Lage
Gerbershausen liegt im Westen des Landkreises Eichsfeld in einer Tallage zwischen den Höhen des Höheberges (mit der Teufelskanzel: 452 m) im Südwesten und des Oberen Eichsfeldes (mit der Hennefeste: 446 m und dem Hamelsberg: 421 m) im Nordosten. Die Tallage um Gerbershausen selbst gehört zur Fretteröder Keupersenke. In der Ortslage entspringt der Geibbach, nebst Kälberbach, welcher bei Oberstein in den Steinsbach, ein Nebengewässer der Leine, mündet. Nachbarorte sind Bornhagen im Westen, Arenshausen im Norden und Fretterode im Südosten. Der Ort ist über die Landesstraße 1002 an die Bundesstraße 80 südlich von Hohengandern angeschlossen.

## Geschichte
Bereits im Jahr 997 wird der Name „Gerwardeshusen“ in dem Urkundenbuch von Aloys Schmidt erwähnt.  Dabei handelt es sich aber nachweislich nicht um das hiesige Gerbershausen. Lange Zeit ging man von der urkundlichen Ersterwähnung im Jahre 1120 aus, denn im Urkundenbuch von Wenck aus dem Jahre 1789, steht folgende Überlieferung: „1120 schenkte die edle Frau Lucia dem Kloster Helmarshausen 2 Hufen Land in Gerwardeshuson.“ Diese Jahreszahl wurde nicht nur von G. Reischel, sondern auch von Walter Rassow und Johann Wolf in ihre Werke übernommen.
Nach Kenntnisstand von März 2017 handelt es sich aber bei beiden oben genannten Ortschaften nicht um das heutige eichsfeldische Dorf Gerbershausen. Hartmut Hoffmann beschäftigt sich in seinem Buch „Helmarshausen und Corvey“ genauer mit dem Kloster Helmarshausen und seiner Umgebung. Dabei stellt er fest, dass es sich bei dem Gerwardeshuson, das in der Schenkung der Dame Lucia vorkommt, um eine Wüstung bei Friedland handelt. Niels Petersen von der Universität Göttingen bestätigt dies in seinem Werk, das 2018 erschien, ebenfalls. Bereits im Jahre 1956 spricht Walter Prochaska in seinem „Eichsfelder Heimatbuch“ von einer gesicherten urkundlichen Erwähnung des Dorfes Gerbershausen im Jahre 1221. Erzbischof Siegfried II von Mainz bestätigt darin in der Urkunde Nr. 213, am 11. November 1221 die Besitzungen des Klosters Beuren. Hierin wird Gerwardishuen 1221 erwähnt, als ein gewisser Heinrich Hessone von Rosdorf dort Güter von Beuren zum Tausch für woanders gelegene Besitzungen erhielt.
Als gesichertes Datum der urkundlichen Ersterwähnung gilt daher das Jahr 1221.
Als kurmainzisches Lehen gelangte Gerbershausen zwischen 1348 und 1443 schrittweise an die Herren von Hanstein. Das in unmittelbarer Nachbarschaft gelegene Rothenbach gehörte bereits 1362 als hessisches Lehen den Hansteinern. Nachdem das Dorf Rothenbach aufgegeben wurde, bauten sie dort im 16. Jahrhundert ein Gut auf. Von 1578 bis 1771 war der Ort auch Gerichtssitz des Gesamtgerichts von Hanstein. 1771 wurde der Gerichtssitz nach Wahlhausen verlegt. Nach der Reformation werden in Gerbershausen die evangelischen Pfarrer Johann Kramer (1585) und Georg Holzmann (1594) erwähnt, im 17. Jahrhundert wird dann wieder ein katholischer Pfarrer durch das Bischöfliche Kommissariat des Eichsfeldes eingesetzt.
Der Ort war bis zur Säkularisation Teil von Kurmainz und von 1802 bis 1945 Teil der preußischen Provinz Sachsen und gehörte zwischenzeitlich von 1806 bis 1813 zum Königreiches Westphalen. Ab 1945 war Gerbershausen Teil der sowjetischen Besatzungszone und ab 1949 der DDR. Von 1961 bis zur Wende und Wiedervereinigung 1989/1990 lag der Ort nahe der Innerdeutschen Grenze im Sperrgebiet. Seit 1990 gehört der Ort zum wieder gegründeten Bundesland Thüringen.

### Adelsgeschlecht von Gerbershausen
Im 14. und 15. Jahrhundert ist in Gerbershausen ein Adelsgeschlecht nachweisbar. 1362 geben die von Gerbershausen ihre Burg (Haus) und ihre gesamten Besitzungen an den Erzbischof Gerlach von Mainz und erhalten diese als Mannlehen zurück. Wann die Adelsfamilie erloschen ist, ist nicht belegt. Vertreter der Adelsfamilie sind:
- Konrad von Gerbershausen (Gerwordeshausen) (1362) mit seinen Söhnen Konrad, Hermann, Syman, Hans und Dyle
- Kurt von Gerbershausen (1363)
- Tile von Gerbershausen (1443) verkauft sein Vorwerk in Gerbershausen an Heinrich von Hanstein[11]
- Engelhard und Tile von Gerbershausen (1486) werden vom Landgraf Wilhelm von Hessen mit Gütern in Martinfeld belehnt (ob der 1452 erwähnte eichsfeldische Oberamtmann Thilo von Gewershausen[12] dem hiesigen Adelsgeschlecht zugeordnet werden kann, ist nicht sicher)

### Einwohnerentwicklung
Entwicklung der Einwohnerzahl (31. Dezember):
| - 1994: 686 - 1995: 687 - 1996: 685 - 1997: 713 - 1998: 729 - 1999: 720 | - 2000: 726 - 2001: 718 - 2002: 698 - 2003: 693 - 2004: 695 - 2005: 680 | - 2006: 679 - 2007: 668 - 2008: 658 - 2009: 651 - 2010: 646 - 2011: 635 | - 2012: 628 - 2013: 620 - 2014: 614 - 2015: 599 - 2016: 590 - 2017: 594 | - 2018: 584 - 2019: 592 - 2020: 591 - 2021: 581 - 2022: 594 |

Datenquelle: Thüringer Landesamt für Statistik

## Katholische Pfarrkirche St. Johannes der Täufer

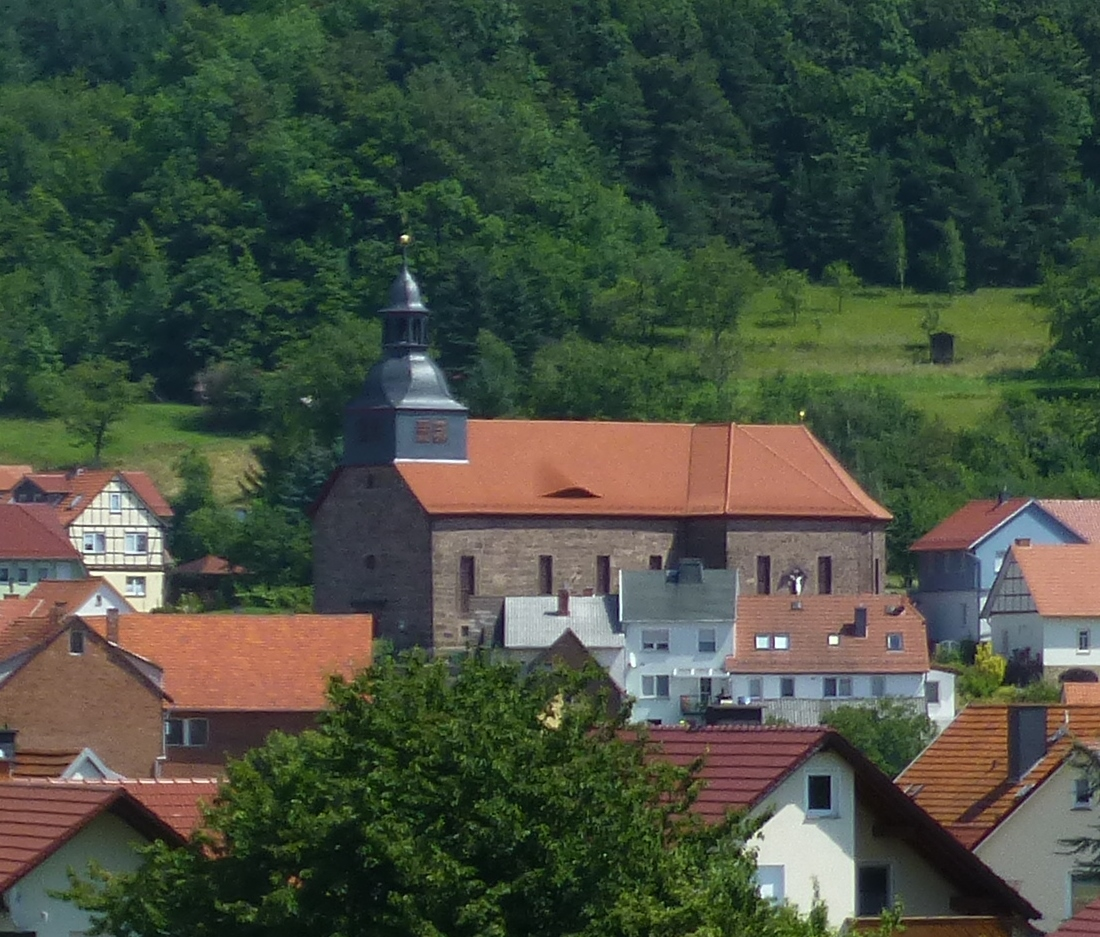
Kirche St. Johannes der Täufer von Südwesten
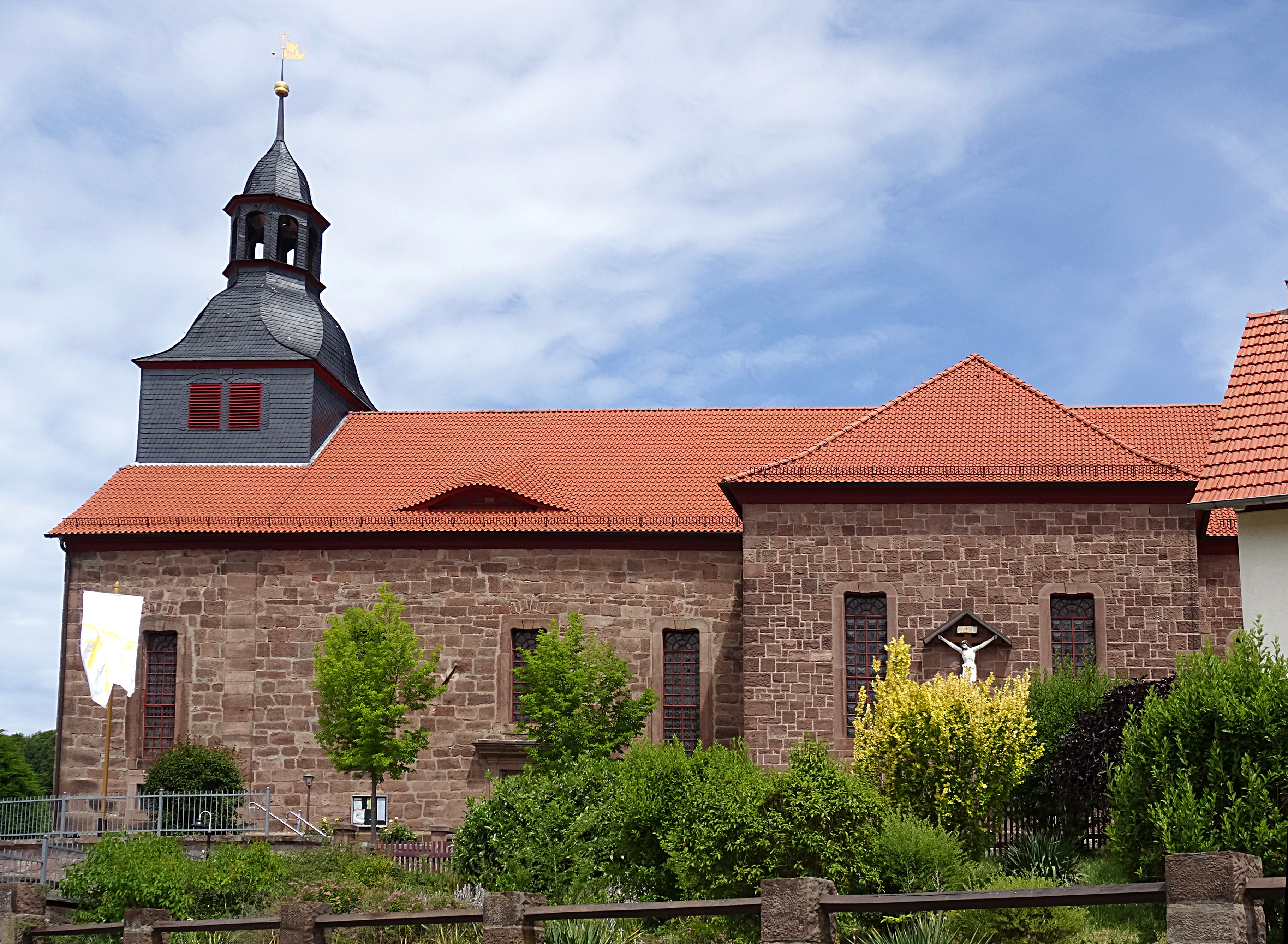
Kirche St. Johannes der Täufer
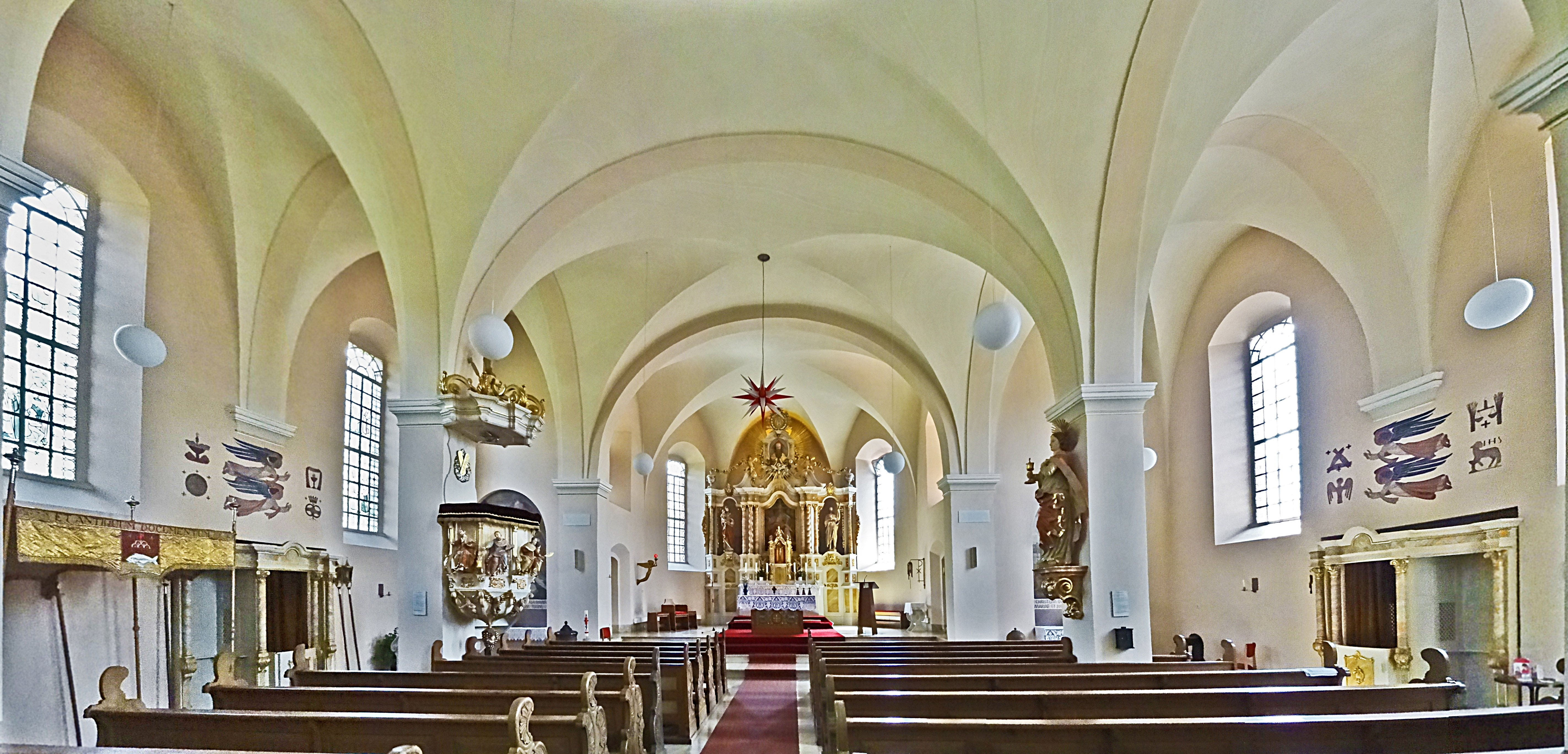
Innenansicht der Kirche St. Johannes der Täufer in Gerbershausen
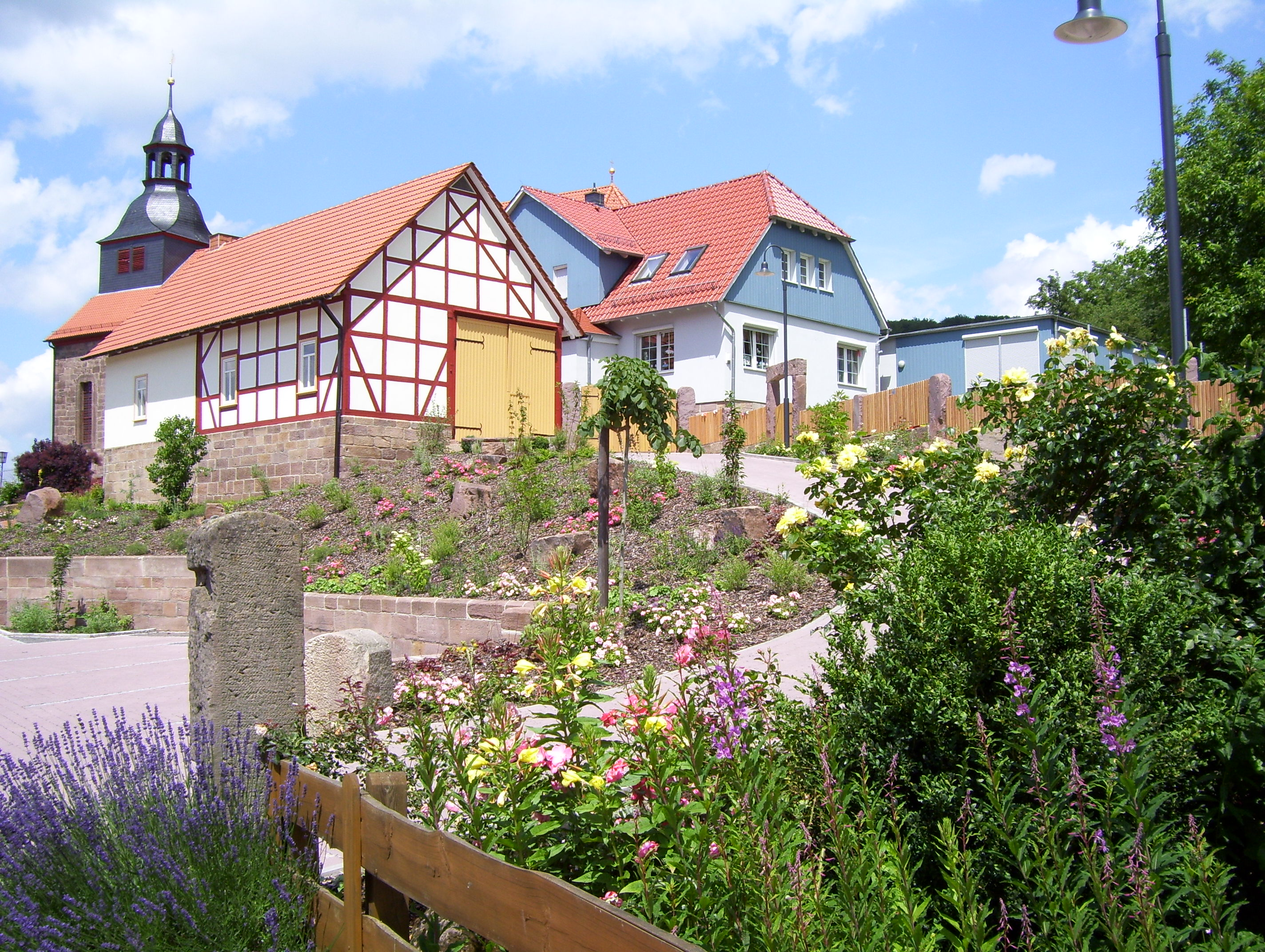
kath. Kindergarten und Kirche „St. Johannes der Täufer“
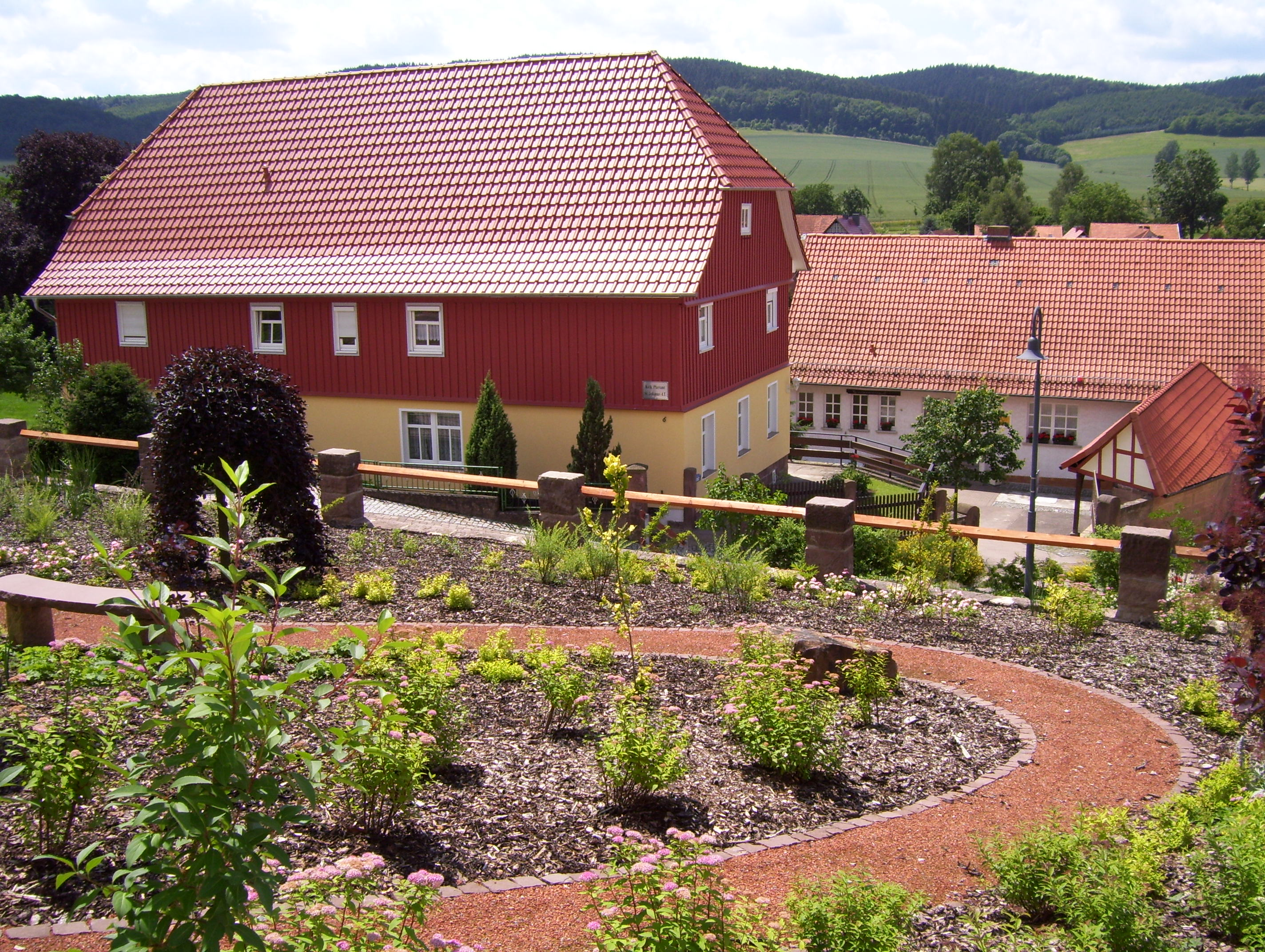
Katholisches Pfarramt Gerbershausen

## Naturdenkmäler
- Dicke Eiche mit einem Brusthöhenumfang von 6,33 m (2014).[13]

## Politik

### Gemeinderat
Der Gemeinderat von Gerbershausen setzt sich aus acht Gemeinderatsmitgliedern zusammen.
- CDU: 8  Sitze

(Stand: Kommunalwahl 2019)

### Bürgermeister
Von 1999 bis 2010 war Werner Schmoranzer der Bürgermeister. 2010 wurde Johannes Döring (CDU) zum neuen ehrenamtlichen Bürgermeister gewählt, er wurde 2016 mit 63,8 % der Stimmen im Amt bestätigt.